# Gannot Hadar
Gannot Hadar (hebr. גנות הדר; pol. Ogrody Cytrusowe) – wieś położona w samorządzie regionu Lew ha-Szaron, w Dystrykcie Centralnym, w Izraelu.
Leży na równinie Szaron, w otoczeniu miasta Netanja, miasteczek Kefar Jona i Pardesijja, oraz moszawów Bet Jicchak-Sza’ar Chefer, Nordijja, Kefar Monash. Na północny wschód od wioski znajduje się baza szkoleniowa Sił Obronnych Izraela.

## Historia
Osada została założona w 1954 przez żydowskich imigrantów z RPA. Nazwa nawiązuje do licznych okolicznych sadów cytrusowych.

## Kultura i sport
W wiosce jest ośrodek kultury i kort tenisowy.

## Gospodarka
Gospodarka wioski opiera się na sadownictwie. Większość mieszkańców dojeżdża do pracy w strefach przemysłowych w pobliskich miasteczkach.

## Komunikacja
Wzdłuż wschodniej granicy wioski przebiega droga ekspresowa nr 4  (Erez–Kefar Rosz ha-Nikra), brak jednak możliwości bezpośredniego wjazdu na nią. Wzdłuż zachodniej granicy wioski przebiega droga nr 5702, którą jadąc na północ dojeżdża się do drogi ekspresowej nr 57  (Netanja-Niccane Oz), a jadąc na południe dojeżdża się do moszawu Nordijja.